# Tidal (service)
Pour les articles homonymes, voir Tidal.
Tidal (stylisé en TIDAL et anciennement Tidal Hi-Fi) est un service de streaming musical à la demande avec abonnement. Il propose des chansons et des clips en haute qualité (les fichiers utilisent la compression de données audio sans perte). En 2020, le catalogue de Tidal comptait 70 millions de titres et 250 000 clips.

## Histoire
Tidal est d'abord lancé en 2014 par la société Aspiro (en), uniquement en Suède. Le site a des accords commerciaux aussi bien avec des majors qu'avec des labels indépendants.
Début 2015, Aspiro est acquise par Project Panther Ltd., une société du rappeur américain Jay-Z pour un montant de 56 millions de dollars. Le 30 mars 2015, à New York, sur l'estrade du Moynihan Station, Jay-Z convie de nombreux artistes, tels que Beyoncé, Madonna, Daft Punk, deadmau5, Kanye West, Nicki Minaj, Rihanna, Usher ou Arcade Fire pour présenter son service de streaming musical. La plate-forme compte aujourd'hui une vingtaine d'actionnaires et certains de ces artistes le sont devenus. En avril 2015, trois semaines après le lancement, le PDG et vingt-cinq employés sont licenciés, la plateforme Tidal ne suscite pas suffisamment de succès. Jay-Z affirme que plusieurs compagnies dépensent des millions de dollars pour mener une campagne de dénigrement.
En janvier 2017, Sprint acquiert une participation de 33 % de Tidal pour 200 millions de dollars. Le 30 juin 2017, Jay-Z publie son album en exclusivité sur le site, une semaine avant sa sortie en CD. En janvier 2019, Tidal est au centre d’une enquête norvégienne de l’Authority for Investigation of Economic and Environmental Crime (Økokrim) qui vise à déterminer si la plateforme est coupable de fraude à l’audience ou non : « Tidal aurait gonflé les chiffres de diffusion de certains morceaux musicaux, si bien que les redevances versées aux artistes auraient été plus conséquentes que prévu. ».
En 2021, Tesla ajoute une option pour Tidal, le service de streaming, dans ses voitures électriques.

## Contenu
Tidal propose du streaming lossless en qualité standard : « Hifi » en FLAC à 44,1 kHz sur 16 bits. En 2017, la plateforme a lancé la qualité « Master » qui utilise le codec MQA avec un échantillonnage à 88,2 ou 96 kHz et 24 bits. Seuls certains albums sont disponibles en qualité « master ». Contrairement à Deezer et Spotify, Tidal ne proposait pas  auparavant d'offre gratuite mais un abonnement à 19,99€/mois, après un mois d'essai. Un abonnement en qualité moins cher nommé « Premium » (limité à 1 411 kb/s en FLAC) est également proposé pour 9,99€/mois. Tidal propose 75 000 vidéos et 25 millions de titres.Depuis Novembre 2021, Tidal propose une offre gratuite et sans publicités, permettant d'écouter ses titres préférés dans une qualité amoindrie.

## Description
Dès son rachat par Jay-Z, celui-ci a lancé une opération de communication massive pour tenter d'exister face à ses rivaux Spotify et Deezer.
La promesse de Tidal est une meilleure redistribution pour les artistes et maisons de disques. Tidal fixe à 75 % la proportion des revenus reversés aux ayant droit là où Spotify place le curseur à 70 %.
Mais là où espère se distinguer Jay-Z, c'est dans la philosophie portée par le projet. « C'est une plate-forme qui appartient aux artistes », a-t-il expliqué au New York Times. « Nous traitons ces personnes pour qui la musique compte vraiment avec le plus grand des respects. » Ainsi, la majorité des parts de l'entreprise sont détenues par des artistes.
Disponible dans quarante-six pays, le service a annoncé, fin mars 2016, avoir atteint les trois millions d'abonnés payants, loin de Spotify (près de trente millions), d'Apple Music (treize millions) mais assez proche des 6,3 millions de Deezer (dont seuls trois millions sont réellement actifs).
Beyoncé avait accordé à Tidal l’exclusivité de son album Lemonade, un choix qui a provoqué un véritable regain d’intérêt pour le pair-à-pair (P2P) parmi les internautes avides d’écouter (sans payer) le nouvel album de la star.